# ایم جه بوم
ایم جه بوم (کره‌ای: 임재범؛ زادهٔ ۱۴ اکتبر ۱۹۶۲) خواننده راک بالاد اهل کره جنوبی است که به‌طور گسترده‌ای به عنوان یکی از بهترین خواننده‌های کره جنوبی شناخته می‌شود. او در سال ۱۹۸۶ به عنوان خواننده بند موسیقی هوی متال شیناوی فعالیتش را آغاز کرد. ایم پس از ضبط موسیقی با بندهای دیگر از جمله آسیانا و راک در کره، در سال ۱۹۹۱ نخستین آلبوم انفرادی خود را منتشر کرد.